# Barichara (ort)
Barichara är en ort i Colombia.   Den ligger i departementet Santander, i den centrala delen av landet, 240 km norr om huvudstaden Bogotá. Barichara ligger 1 283 meter över havet och antalet invånare är 4 149.
Terrängen runt Barichara är kuperad åt sydost, men åt nordväst är den bergig. Terrängen runt Barichara sluttar västerut. Runt Barichara är det tätbefolkat, med 297 invånare per kvadratkilometer. Närmaste större samhälle är San Gil, 12,7 km sydost om Barichara. Omgivningarna runt Barichara är en mosaik av jordbruksmark och naturlig växtlighet.